# Stenalcidia ocularia
Stenalcidia ocularia là một loài bướm đêm trong họ Geometridae.